# Jeniparana
A jeniparana é uma espécie de árvore da família Lecythidaceae.
Nomes populares: jandiparana, pau-fedorento, general, mucurão.

## Ocorrência
Na Amazônia. Porém, é comum nas proximidades de córregos do Nordeste.

## Usos
Os frutos são muito consumidos por roedores.
Usada no paisagismo, por suas flores perfumadas.